# Breuillet, Charente-Maritime

Breuillet este o comună în departamentul Charente-Maritime, Franța. În 1 ianuarie 2022 avea o populație de 3.060 de locuitori.